# كريسيوما
كريسيوما (بالبرتغالية: Criciúma) مدينة ساحلية معروفة، وهي تتبع ولاية سانتا كاتارينا بالبرازيل.

## توأمة
لكريسيوما اتفاقيات توأمة مع كل من:
- فيتوريو فينيتو
- هرنينغ

## أعلام
- فالدوميرو فاز فرانكو
- آن فريتاس
- أوغوستو فراجا باتشيكو
- دوغلاس دوس سانتوس
- أندرسون مارتينز بيدرو

## وصلات خارجية
- City’s official website (بالبرتغالية)
- City’s unofficial website نسخة محفوظة 6 أكتوبر 2010 على موقع واي باك مشين. (بالبرتغالية)
- Soccer team's official weblog (بالبرتغالية)
- / Newspapers of Criciuma (بالبرتغالية)